# توپ تنیس

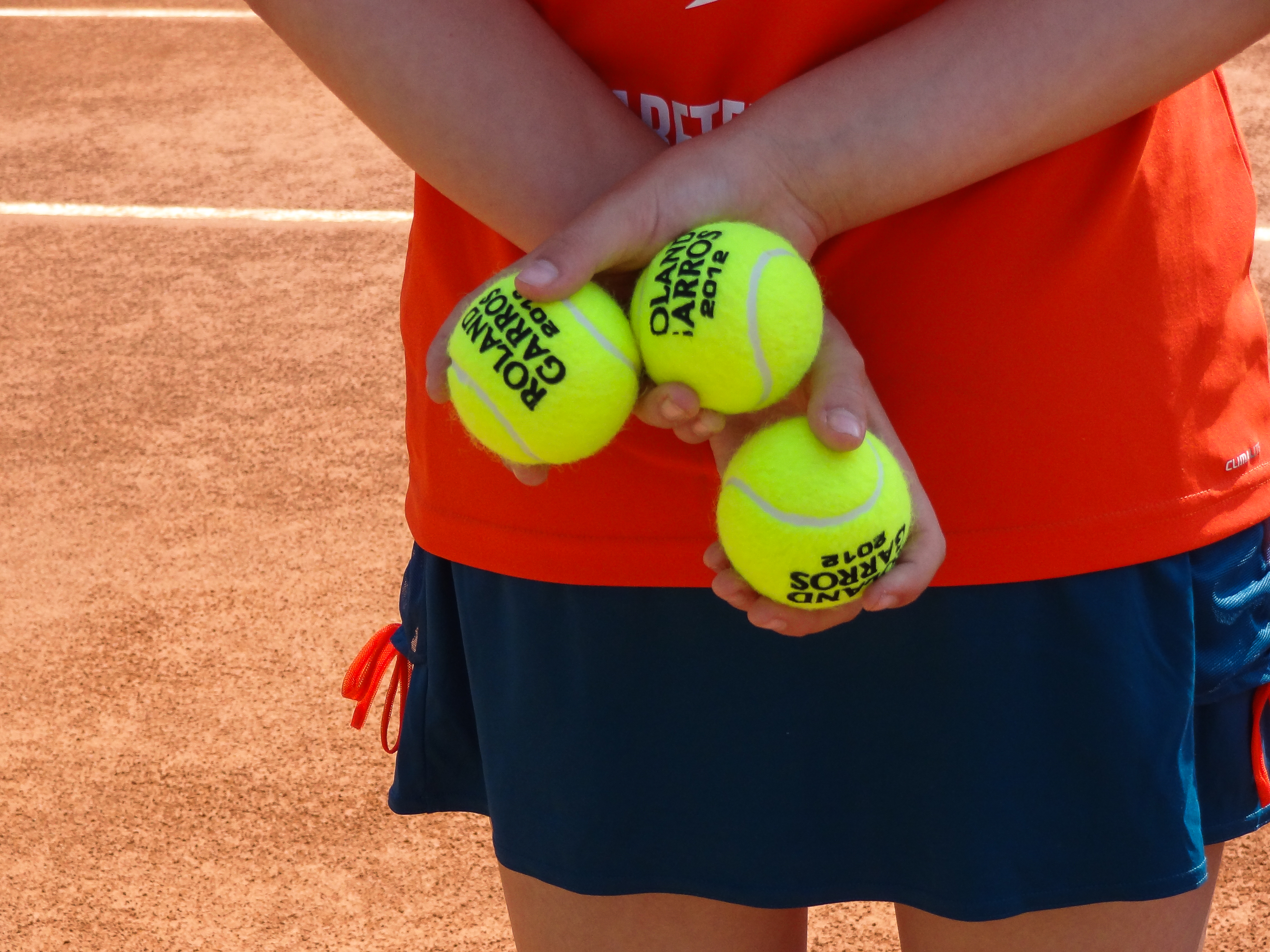
نمونه‌هایی از توپ تنیس

توپ تنیس توپ طراحی شده برای ورزش تنیس است. توپ تنیس در رویدادهای ورزشی مهم فلورسنت زرد استاما در بازی تفریحی می‌تواند تقریباً هر رنگی باشد. هر ساله، تقریباً ۳۲۵ میلیون توپ تنیس تولید می‌شود که همین موضوع باعث ایجاد ۲۰۰۰۰ تن زباله به شکل پلاستیک می‌شود که به راحتی قابل تجزیه نیستند. در حقیقت، از لحاظ مستندات تاریخی، بازیافت توپ تنیس وجود نداشته‌است. با همهٔ این احوال، سه شرکت معتبر سازنده اینگونه توپ‌ها، برای ساخت توپ‌های قابل بازیافت به توافقاتی دست یافته‌اند.
توپ‌های تنیس از یک ترکیب یکنواخت لاستیک به همراه نمد و با کمک تکنیک ولکانش ساخته می‌شوند و درونشان با گوه پر میشود و این مواد در کنار مکانیزم ساخت توپ باعث تأخیر جدایش جریان در لایه مرزی و کاهش نیروی پسار می‌شود و به همین سبب، خصوصیت پروازی بهتری برای توپ به ارمغان می‌آورد. غالباً علاوه بر نام تجاری، توپ‌های تنیس شماره‌ای نیز بر روی خود دارند و این ترفند، برای تمایز توپ‌های زمین‌های همجوار تنیس کارایی مناسبی دارد.
توپ‌های تنیس به محض باز شدن از محفظه خود، شروع به از دست دادن ارتجاع کششی اولیه می‌کنند و توپ مسابقات ورزشی مهم، طبق قوانین امروزی تا زمان شروع مسابقه و استفادهٔ اولیه، تحت فشار ثابت (تقریباً ۲ اتمسفر) نگهداری می‌شوند. توپ‌هایی که برای استفاده در ارتفاعات در نظر گرفته شده‌اند، فشار اولیه کمتری دارند. آزمون‌های استاندارد کیفی معمولاً در دمای ۲۰ درجه سلسیوس (۶۸ درجه فارنهایت) و رطوبت هوای ۶۰٪ انجام می‌شود و سپس، توپ تنیس را از ارتفاع ۲۵۴ سانتیمتر (۱۰۰ اینچ) بر روی یک سطح بتنی می‌اندازند تا سطوح کیفی را پشت سر گذاشته و چِک شود؛ در این شرایط، یک توپ مناسب باید بتواند پَرِش میان ۱۳۵ و ۱۴۷ سانتیمتر (۵۳ و ۵۸ اینچ) را به ثبت برساند.

## نگارخانه

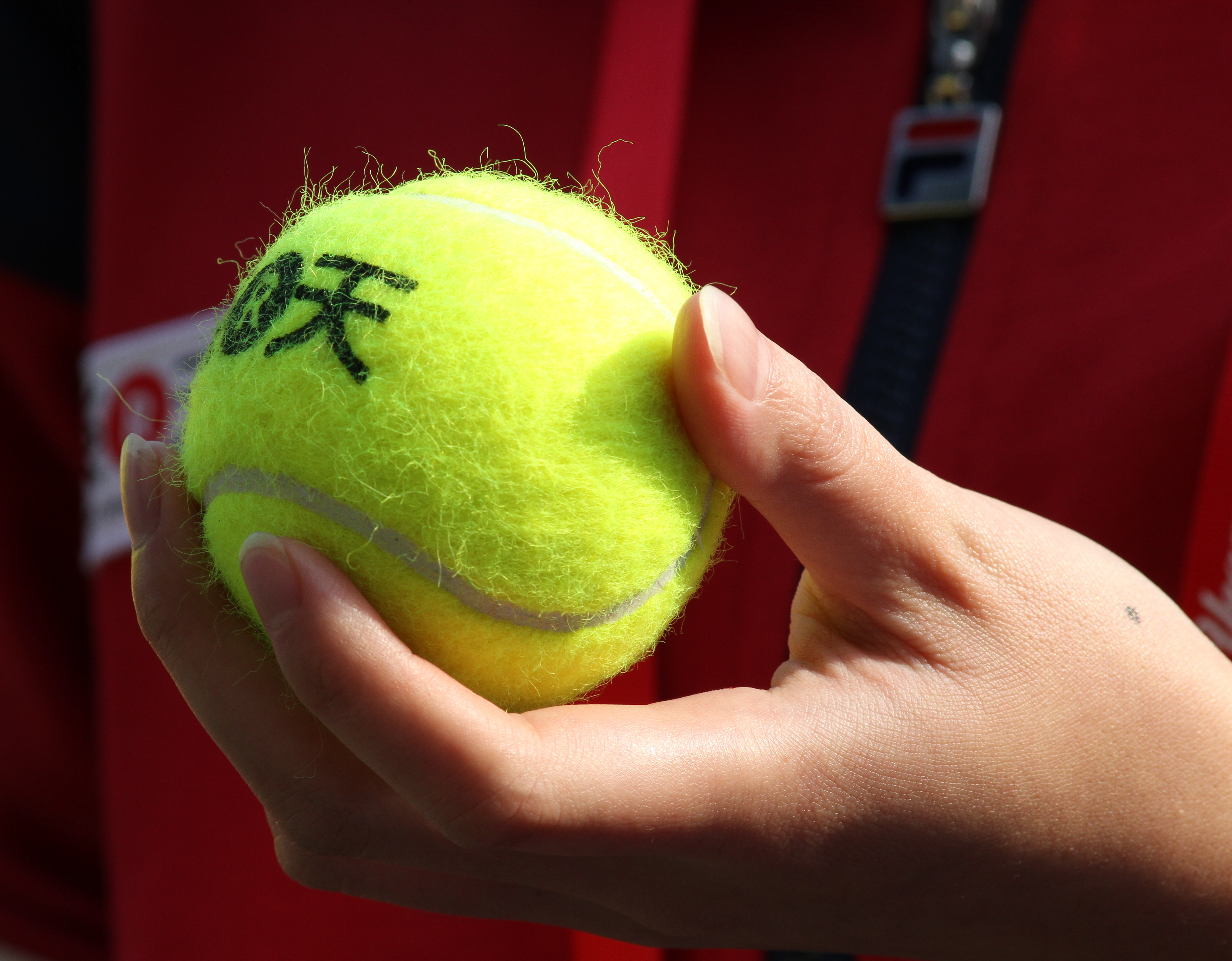
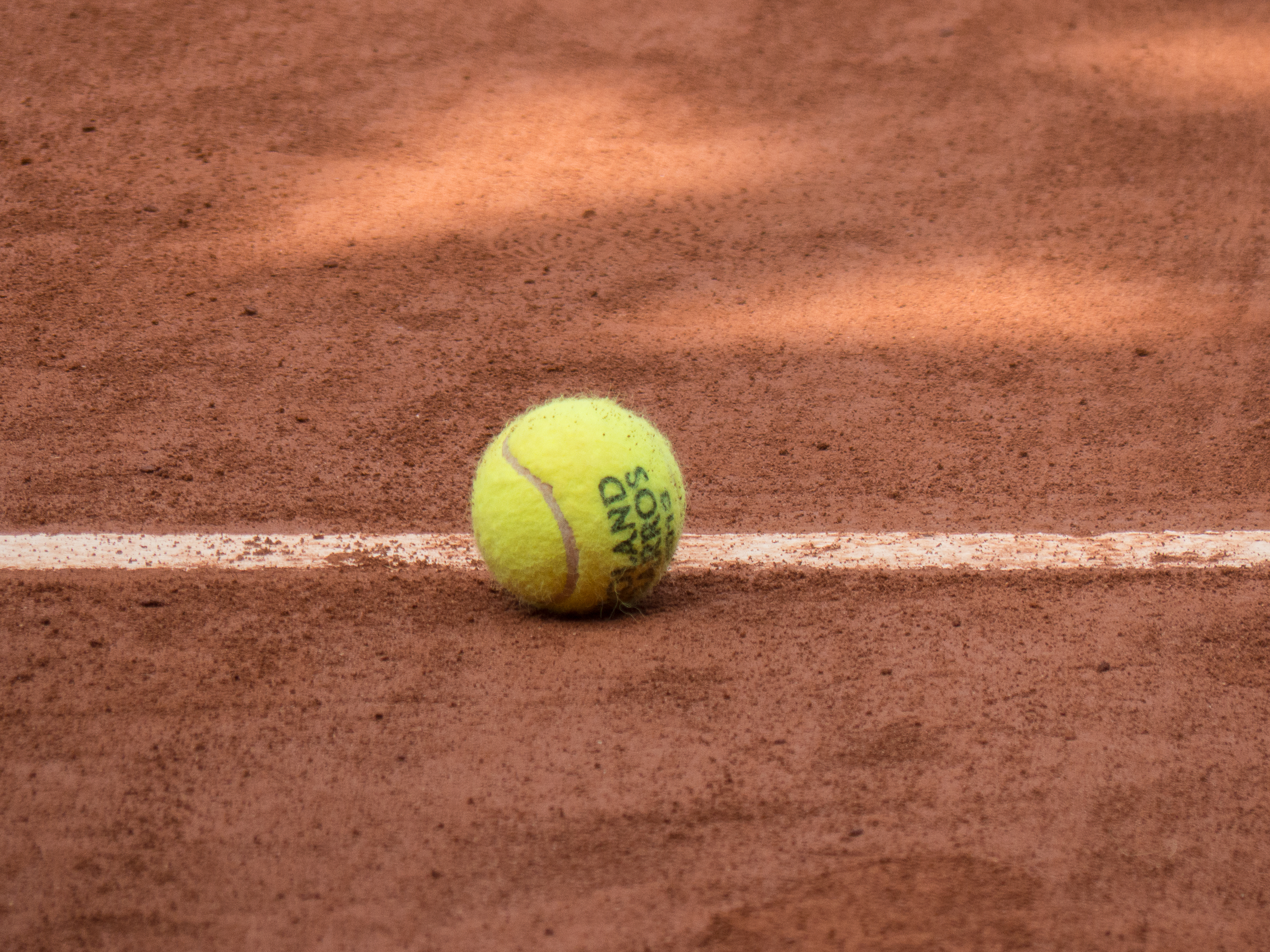
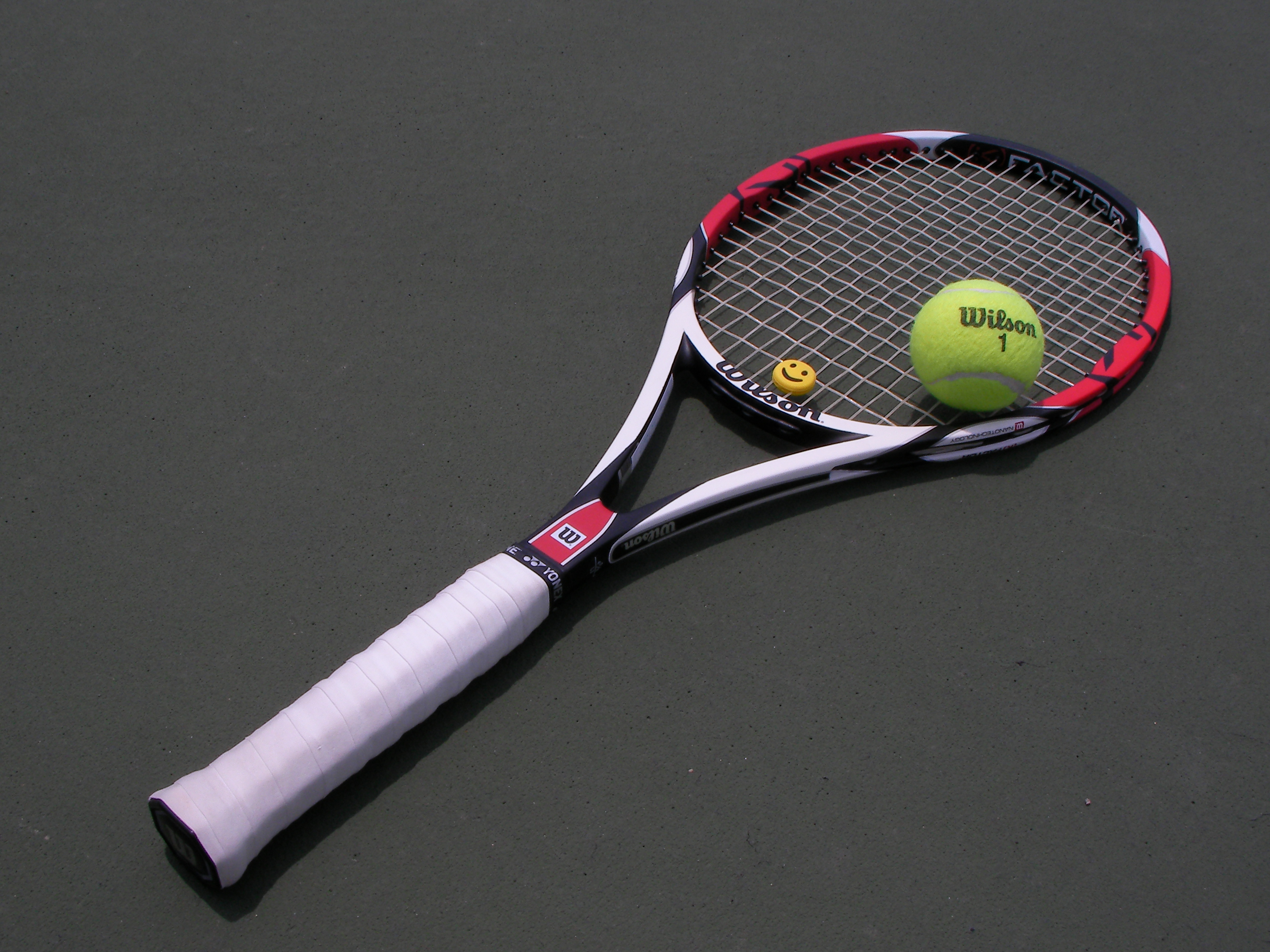